# 七年級 (台灣用語)
七年級或七年級生，在台湾是對出生於民國七十年至七十九年（1981年至1990年）世代人的一種稱呼，多見於台灣。相近於美國的y世代年齡層。和中国的八零後。

## 評價
由於該世代當時的教育生活環境較為民主開放，使得這代人的作事風格大多具有自我意識強烈的特點，因而一些相對老世代（五年級生、六年級生等「草莓族」）評價其為「水蜜桃族」。
7年級被認為是最慘世代，先是成為教改的試驗對象，也因廣設大學學歷貶值；大學期間又碰上921大地震、SARS疫情等；出社會後，金融海嘯、長期薪資凍漲更雪上加霜，還會被草莓族嘲諷是草莓族。。